# Leichtathletik-Länderkampf der Männer 1966 Schweiz – BR Deutschland
| 8. Leichtathletik-Länderkampf mit bundesdeutscher Beteiligung 1966 | 8. Leichtathletik-Länderkampf mit bundesdeutscher Beteiligung 1966 |
| ------------------------------------------------------------------ | ------------------------------------------------------------------ |
|                                                                    |                                                                    |
| Länderkampf der Männer: Schweiz – BR Deutschland                   |                                                                    |
| Austragungsort                                                     | Basel                                                              |
| Wettbewerbe                                                        | 20                                                                 |
| Datum                                                              | 20./21. Juli                                                       |
| 1. FRG 2. SUI                                                      | 145 Punkte 067 Punkte                                              |
| Chronik                                                            |                                                                    |
| ← FRG-HUN (F)                                                      | FRG-POL (F) →                                                      |

Im achten Vergleich des Länderkampfjahres 1966 gab es den ersten Auswärtsländerkampf dieser Saison. Am 20./21. Juli kam es in Basel zu einem weiteren Aufeinandertreffen mit dem Traditionsgegner aus der Schweiz. Zuvor hatten die beiden Nationen in diesem Jahr bereits Wettkämpfe der Geher und der Straßenläufer miteinander ausgetragen. Ein weiterer Vergleich der Zehnkämpfer gemeinsam mit Frankreich sollte Anfang Oktober noch folgen. Ohne Zählung der Geher-, Straßenlauf- und Zehnkampf-Begegnungen sowie der Sechsländerkämpfe mit Schweizer und bundesdeutscher Beteiligung war dies der 28. Vergleich der beiden Nationen in einem Zweiländerkampf. In fast all diesen traditionellen Treffen hatte die Bundesrepublik Deutschland gesiegt, nur 1955 hatten die Schweizer Sportler vorne gelegen, als die Bundesrepublik gleichzeitig noch zwei weitere Vergleiche mit den Niederlanden und mit Dänemark durchgeführt und damit drei verschiedene Teams zu stellen hatte.

## Wettbewerbe und Modus
Auf dem Programm standen die bei Länderkämpfen üblichen zwanzig Disziplinen. Aus dem olympischen Wettbewerbskatalog fehlten nur der Marathonlauf, die beiden Gehdisziplinen und der Zehnkampf. Die Wertung erfolgte durchgängig nach dem Standardsystem.

## Ergebnis
In fast allen Belangen dominierten die bundesdeutschen Leichtathleten diese Begegnung. Sie gewannen sämtliche Laufwettbewerbe einschließlich der Staffeln und alle Sprungwettbewerbe. In diesen sechzehn Disziplinen erzielten sie darüber hinaus vierzehn Doppelerfolge. Nur im Bereich Wurf/Stoß konnten die Schweizer Sportler mit zwei Siegen halbwegs mithalten, Die Bundesrepublik entschied in dieser Kategorie ebenfalls zwei Wettbewerbe für sich, gewann diese jedoch mit Doppelerfolgen, während die Schweiz zu zwei einfachen Siegen kam. Damit verbuchte die Bundesrepublik Deutschland einen weiteren Länderkampfsieg, der mit 145 zu 67 Punkten sehr deutlich ausfiel.

## Resultate

### 100 m
| Platz | Athlet             | Land | Zeit (s) |
| ----- | ------------------ | ---- | -------- |
| 1     | Gert Metz          | FRG  | 10,6     |
| 2     | Hans-Jürgen Felsen | FRG  | 10,6     |
| 3     | Hans Hönger        | SUI  | 10,9     |
| 4     | Ruedi Oegerli      | SUI  | 11,0     |

Datum: 20. Juli

### 200 m
| Platz | Athlet              | Land | Zeit (s) |
| ----- | ------------------- | ---- | -------- |
| 1     | Friedrich Roderfeld | FRG  | 21,7     |
| 2     | Philippe Clerc      | SUI  | 21,7     |
| 3     | Markus Bieri        | SUI  | 22,3     |
| 4     | Josef Schwarz       | FRG  | 32,9     |

Datum: 21 Juli
Josef Schwarz verletzte sich, lief jedoch sein Rennen zu Ende.

### 400 m
| Platz | Athlet              | Land | Zeit (s) |
| ----- | ------------------- | ---- | -------- |
| 1     | Siegfried König     | FRG  | 47,5     |
| 2     | Rolf Krüsmann       | FRG  | 47,6     |
| 3     | Jean-Louis Descloux | SUI  | 48,2     |
| 4     | Karl Stadler        | SUI  | 49,3     |

Datum: 20. Juli

### 800 m
| Platz | Athlet                     | Land | Zeit (min) |
| ----- | -------------------------- | ---- | ---------- |
| 1     | Franz-Josef Kemper         | FRG  | 1:50,5     |
| 2     | Hansueli Mumenthaler       | SUI  | 1:50,7     |
| 3     | Wolf-Jochen Schulte-Hillen | FRG  | 1:51,1     |
| 4     | Roman Heinrich             | SUI  | 1:58,8     |

Datum: 21 Juli

### 1500 m
| Platz | Athlet          | Land | Zeit (min) |
| ----- | --------------- | ---- | ---------- |
| 1     | Bodo Tümmler    | FRG  | 3:40,8     |
| 2     | Harald Norpoth  | FRG  | 3:40,8     |
| 3     | Hansruedi Knill | SUI  | 3:44,1     |
| 4     | Rolf Jelinek    | SUI  | 3:50,4     |

Datum: 20. Juli

### 5000 m
| Platz | Athlet          | Land | Zeit (min) |
| ----- | --------------- | ---- | ---------- |
| 1     | Werner Girke    | FRG  | 14:14,2    |
| 2     | Hans Gerlach    | FRG  | 14:15,0    |
| 3     | Pierre Spengler | SUI  | 14:57,2    |
| 4     | René Meier      | SUI  | 15:15,6    |

Datum: 21 Juli

### 10.000 m
| Platz | Athlet        | Land | Zeit (min) |
| ----- | ------------- | ---- | ---------- |
| 1     | Lutz Philipp  | FRG  | 29:08,0    |
| 2     | Peter Kubicki | FRG  | 29:52,0    |
| 3     | Alois Gwerder | SUI  | 31:40,0    |
| 4     | Josef Gwerder | SUI  | 31:56,8    |

Datum: 20. Juli

### 110 m Hürden
| Platz | Athlet            | Land | Zeit (s) |
| ----- | ----------------- | ---- | -------- |
| 1     | Hinrich John      | FRG  | 14,2     |
| 2     | Werner Trzmiel    | FRG  | 14,5     |
| 3     | Klaus Schiess     | SUI  | 14,6     |
| 4     | Fiorenzo Marchesi | SUI  | 14,7     |

### 400 m Hürden
| Platz | Athlet         | Land | Zeit (s) |
| ----- | -------------- | ---- | -------- |
| 1     | Gerd Loßdörfer | FRG  | 51,4     |
| 2     | Horst Gieseler | FRG  | 52,0     |
| 3     | Hansjörg Wirz  | SUI  | 54,6     |
| 4     | Hans Kocher    | SUI  | 55,0     |

Datum: 21 Juli

### 3000 m Hindernis
| Platz | Athlet               | Land | Zeit (min) |
| ----- | -------------------- | ---- | ---------- |
| 1     | Manfred Letzerich    | FRG  | 9,06,6     |
| 2     | Hans-Werner Wogatzky | FRG  | 9,06,8     |
| 3     | Hans Menet           | SUI  | 9:08,2     |
| 4     | Heinz Schild         | SUI  | 9:36,6     |

Datum: 21 Juli

### 4 × 100 m Staffel
| Platz | Besetzung      | Land                                                                | Zeit (s) |
| ----- | -------------- | ------------------------------------------------------------------- | -------- |
| 1     | BR Deutschland | Karl-Peter Schmidtke Gert Metz Dieter Enderlein Manfred Knickenberg | 39,9     |
| 2     | Schweiz        | Ruedi Oegerli Philippe Clerc Hans Hönger Max Barandun               | 40,5     |

Datum: 20. Juli

### 4 × 400 m Staffel
| Platz | Besetzung      | Land                                                       | Zeit (min) |
| ----- | -------------- | ---------------------------------------------------------- | ---------- |
| 1     | BR Deutschland | Rolf Krüsmann Jens Ulbricht Siegfried König Manfred Kinder | 3:07,7     |
| 2     | Schweiz        | Jean-Louis Descloux René Salm Karl Stadler Hansjörg Haas   | 3:16,0     |

Datum: 21 Juli

### Hochsprung
| Platz | Athlet             | Land | Höhe (m) |
| ----- | ------------------ | ---- | -------- |
| 1     | Ingomar Sieghart   | FRG  | 2,06     |
| 1     | Gunther Spielvogel | FRG  | 2,06     |
| 3     | René Maurer        | SUI  | 2,00     |
| 4     | Jürg Bärlocher     | SUI  | 1,90     |

Datum: 21 Juli

### Stabhochsprung
| Platz | Athlet            | Land | Höhe (m) |
| ----- | ----------------- | ---- | -------- |
| 1     | Klaus Lehnertz    | FRG  | 4,70     |
| 1     | Claus Schiprowski | FRG  | 4,70     |
| 3     | Heinz Wyss        | SUI  | 4,40     |
| 4     | Werner Duttweiler | SUI  | 4,40     |

Datum: 20. Juli

### Weitsprung
| Platz | Athlet             | Land | Weite (m) |
| ----- | ------------------ | ---- | --------- |
| 1     | Hermann Latzel     | FRG  | 7,69      |
| 2     | Uwe Töppner        | FRG  | 7,64      |
| 3     | Walter Zuberbühler | SUI  | 7,32      |
| 4     | Roland Sedleger    | SUI  | 7,20      |

Datum: 21 Juli

### Dreisprung
| Platz | Athlet           | Land | Weite (m) |
| ----- | ---------------- | ---- | --------- |
| 1     | Michael Sauer    | FRG  | 15,51     |
| 2     | Günter Krivec    | FRG  | 15,40     |
| 3     | André Hänteli    | SUI  | 14,54     |
| 4     | Marcel Hürlimann | SUI  | 13,69     |

Datum: 20. Juli

### Kugelstoßen
| Platz | Athlet               | Land | Weite (m) |
| ----- | -------------------- | ---- | --------- |
| 1     | Heinfried Birlenbach | FRG  | 18,36     |
| 2     | Traugott Glöckler    | FRG  | 16,95     |
| 3     | Edy Hubacher         | SUI  | 15,43     |
| 4     | Armin Berner         | SUI  | 14,86     |

Datum: 21 Juli

### Diskuswurf
| Platz | Athlet          | Land | Weite (m) |
| ----- | --------------- | ---- | --------- |
| 1     | Hein-Direck Neu | FRG  | 54,28     |
| 2     | Jens Reimers    | FRG  | 53,36     |
| 3     | Mathias Mehr    | SUI  | 48,50     |
| 4     | Paul Frauchiger | SUI  | 46,31     |

Datum: 20. Juli

### Hammerwurf
| Platz | Athlet                | Land | Weite (m) |
| ----- | --------------------- | ---- | --------- |
| 1     | Ernst Ammann          | SUI  | 64,77     |
| 2     | Hans Fahsl            | FRG  | 64,20     |
| 3     | Franz-Josef Woltering | FRG  | 60,04     |
| 4     | Walter Grob           | SUI  | 56,32     |

Datum: 21 Juli

### Speerwurf
| Platz | Athlet           | Land | Weite (m) |
| ----- | ---------------- | ---- | --------- |
| 1     | Urs von Wartburg | SUI  | 76,75     |
| 2     | Eugen Stumpp     | FRG  | 72,22     |
| 3     | Hermann Salomon  | FRG  | 71,98     |
| 4     | Rolf Bühler      | SUI  | 60,34     |

Datum: 20. Juli